# Élections fédérales australiennes de 1910
Des élections législatives et sénatoriales fédérales ont lieu le 13 avril 1910 en Australie afin de renouveler 75 sièges de la Chambre des représentants et 18 sièges du Sénat. La Chambre des représentants a ensuite choisi comme premier ministre Andrew Fisher du Parti travailliste. 